# 津軽と南部
津軽と南部（つがるとなんぶ）は、津軽地方と南部地方の地域呼称であるが、この記事では主に青森県内で長年続いていた津軽と南部の対立について取り上げる。

## 津軽と南部の区分
津軽地方（つがるちほう）とは、現在の青森県西部を指して言う地域呼称。 藩政時代に津軽氏が支配した領域（弘前藩と黒石藩）に相当する。
一方、南部地方（なんぶちほう）は、江戸時代に南部氏の所領だった地域で、陸奥国（1868年まで）に位置し、現在の青森県東部と岩手県中部ならび北部、秋田県の一部にまたがっていた。現代ではやや狭く、青森県南東部と岩手県中部ならび北部を指すことが多い。

## 中世以降
南部氏は戦国時代には現在の岩手県中部ならび北部と青森県全域を所領としており、南部一族である大浦氏は津軽地域に基盤を置く土豪であったが、大浦為信は1571年に津軽にいた同じ南部系豪族を滅ぼし、津軽、外ヶ浜、糠部郡の一部を支配下に置き、南部一族より独立した。
その際に南部氏重臣で、盛岡藩初代藩主となる南部利直の祖父にあたる石川高信らが討たれている。
その後の中央工作によって大浦氏が津軽氏と名乗り豊臣政権から大名として認められた。徳川家康の時代に入ってから為信は家康に属して関ヶ原の戦いに参陣し、津軽氏は江戸時代も大名弘前藩として生き抜いた。
以降、弘前藩と南部氏盛岡藩は犬猿の仲となり、双方の対立が始まった。江戸時代にはヒノキ材の伐採目当てで越境した領民を捕らえて殺した檜山騒動が起こっている。（詳細は檜山騒動を参照）また江戸後期には相馬大作事件の様に、盛岡藩の藩士が弘前藩主津軽寧親を暗殺しようとした事件も起きている。（詳細は相馬大作事件を参照）
また戊辰戦争では互いに奥羽越列藩同盟に加盟していたが、弘前藩が先に新政府軍に恭順する。その後、盛岡藩が降伏するが、降伏が受け入れられた後に弘前藩が盛岡藩に出兵する野辺地戦争でも遺恨を残している。（詳細は野辺地戦争を参照）
明治2年、戊辰戦争の戦後処理として、南部盛岡藩は津軽藩取締下に置くべきことが決定した。これが新政府より盛岡に伝えられるや、領民は猛然と反発し、取り消されなければ自ら陸奥三郡を焼き払うと新政府に嘆願した。さらに南部藩士に不穏の動きがあり、もはや津軽藩による南部藩取締は実現しないと判断された。結局、明治3年2月、大関藩取締となることで決着した。（詳細は盛岡藩#明治維新を参照）
明治4年9月、府県統合のため、弘前、黒石、七戸、八戸、斗南の5県が統合し、弘前県となる。敵対的関係の旧南部藩の旧津軽藩への統合であるが、その陰には旧斗南藩による中央政庁への工作があった。斗南藩は酷寒の下北半島を領地としていたため、経済状態は著しく悪く、入植した藩士は領民が口にしない野草まで食ったために「毛虫のごとし」と蔑まれるほどであった。このために、比較的経済状態の良い旧津軽藩との統合を目指したものである。また、斗南藩はもともと会津の者であり、津軽と南部の確執には無関係であったことも、統合を推進するのに好都合であった。
同年9月5日に熊本藩出身の野田豁通（当時25歳）が弘前県大参事に任命されたが、野田の県庁移転提案を受け入れた政府は同月23日には県庁を青森町に置くこととし（弘前藩の出張所であった青森御仮屋を県庁舎とした）、県名も青森県に改めた。

### 藩境塚
馬門（南部側、野辺地町）と狩場沢（津軽側、平内町）は、いずれも奥州街道沿いで隣接する集落で、距離にしておよそ1kmほどのへだたりでしかない。しかしこの間に藩境があり、目印に藩境塚が設けられている。藩境塚は、旧藩境と方言の境界が一致している日本唯一の例であり、こんにちでもこの二つの集落は市町村が異なるので、小学生は必ず別の小学校に通うことになるため、方言の境界が守られるのである。

## 現在
青森県では県の庁舎や県立高校を除いた県立大学、県立病院、県立文化施設、県立福祉施設、県立スポーツ施設の配置が、2024年現在、県庁所在地である青森市に19施設と集中している。この状況に象徴されるような「青森県の行政資源が青森市に集中している」という問題を「津軽と南部の確執」の文脈で捉える考え方もある。しかし、青森市を「津軽」と同一視することに対しては異論もある。
青森市は確かに旧津軽郡の領域に含まれるが、津軽郡としては辺境と言うべき位置にある。一旦弘前県として統合されたものが半月余りで青森県に変更されたという上述の経緯も、八戸と弘前のほぼ中間にあたる「県域の中央」への移転という趣旨であり、それは「津軽と南部の境界付近」という趣旨と考えることもできる。
青森市を「境界」とする考え方が妥当だと仮定するならば、行政資源の集中を「津軽と南部の確執」の文脈で捉えることの是非は「南部地方」と「青森市以外の津軽地方」を対比して考えねばならないことになる。この場合、たとえば上述の県立施設の配置については、青森市以外の津軽地方に3施設、南部地方に3施設と比較的均等ということになり、問題は単なる「県庁所在地への一極集中」に過ぎないことになる。